# Simon VIII de Lalaing
'Simon VI de Lalaing', né vers 1405 et décédé le 15 mars 1477[réf. nécessaire] (ou 1476) est un aristocrate membre de la Maison de Lallaing. Il est le second fils d'Othon, seigneur de Lalaing, et de Yolande de Barbançon, dame de Montigny (en néerl. Jolente van Barbançon). Il est seigneur de Montigny, de Bugnicourt Saint-Christophe et de Santes.

## Biographie
En 1431, il fut adoubé chevalier de l'Ordre de la Toison d'Or.
Il fut Amiral des Flandres (en néerl. admiraal van Vlaanderen) de 1436 à 1462, puis il transmit cette charge à son fils aîné Othon de Lalaing (†1441).
Entre 1437 et 1438, avec l'approbation de Philippe le Bon, il mena les actes de piraterie à l'encontre des navires anglais à partir de la cité de L’Écluse. Bien que n'étant plus amiral, en 1464, il participa à la préparation de la flotte pour la croisade contre les Ottomans prêchée par le pape Pie II. La croisade fut dirigée par Antoine, bâtard de Bourgogne, et Simon s'y embarqua aussi.
Simon de Lalaing mourut le 10 mars 1476[réf. nécessaire] et fut inhumé à l'abbaye de Deinze.

Armoiries de Symon de Lalain vers 1483 telles que représentées dans l'armorial anonyme intitulé Codex 148.
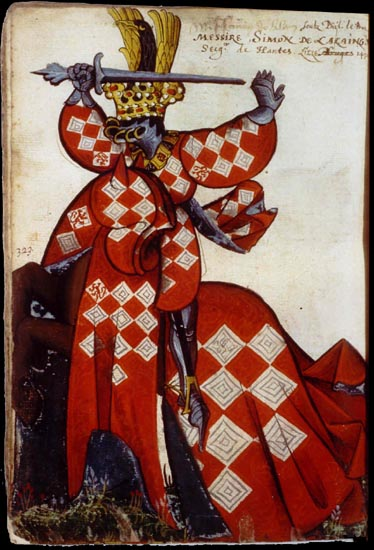
Simon de Lalaing représenté dans Le grand armorial équestre de la Toison d'or (XVe siècle, Manuscrit BNF Arsenal 4790).

## Titres et charges
- Capitaine de l'Écluse
- Grand veneur et amiral de Flandre (nl)[3]
- Gouverneur du Luxembourg
- Ambassadeur de France auprès du Saint-Siège dans le Saint Empire
- Lieutenant général de la croisade
- Membre du grand conseil et du conseil étroit
- 1431[4] : nommé à Lille chevalier de la Toison d'or sous Philippe le Bon, brevet numéro 27 en remplacement de Jehan de Neufchatel, numéro 25.
- 1434 : guerre de Picardie
- 1447 : défense de la ville d'Audenarde 60 lances et 200 archers contre 30 000 Gantois[5]
- 1453 : empêche la duchesse de Bourgogne de tomber dans un piège tendu par les Gantois
- 1456 : négociateur de Philippe le Bon auprès du roi de France
- 1458 : représentant du duc au jugement du duc d'Alençon.

## Mariage et descendance
Il épouse le 11 juin 1441, Jeanne de Gavre, dame d'Escornaix, héritière de Nederbrakel et de Zarlardinge, fille d'Arnold VII et veuve de Victor de Flandre (elle mourut le 29 mai 1478 et fut également enterrée à Deinze).
De cette union sont nés :
- Josse, seigneur de Montigny, Brakel, Zalardinge et Lallaing, gouverneur de Hollande et de Zélande (tué le 5 août 1483 au siège d'Utrecht)
- Arnoul de Lalaing († 21 mars 1485), professeur à l'Université de Louvain, prévôt de l'église Notre-Dame de Bruges et de la cathédrale Lambertus de Liège
- Simon de Lalaing, mort en août 1465 près de Paris
- Philippa († décembre 1464), chanoinesse à Mons
- François († 1464)
- Jean (mort  le 2 mars 1476 à la bataille de Grandson)
- Philippote († 1498), mariée, vers 1480, avec Jean de Lannoy, seigneur de Maingoval, dont le fils, Charles de Lannoy, vice-roi de Naples (1522-1524), prince de Sulmona (1526)